# Goszkówek
Goszkówek [pronunciación en polaco: /ɡɔʂˈkuvɛk/] (Anteriormente alemán Gräfendorf) es un Asentamiento ubicado en el distrito administrativo de Gmina Mieszkowice, dentro del Condado de Gryfino, Voivodato de Pomerania Occidental, en el norte de Polonia occidental, cercano a la frontera alemana. Se encuentra aproximadamente a 7 kilómetros al noreste de Mieszkowice, a 47 kilómetros al sur de Gryfino, y a 65 kilómetros al sur de la capital regional Szczecin.
Antes de 1945, el área fue parte de Alemania. Para la historia de la región, vea Historia de Pomerania.